# Premio Kluge
Il premio John W. Kluge (formalmente John W. Kluge Prize for the Study of Humanity) viene assegnato dal 2003 per i risultati ottenuti nel corso della vita nelle discipline umanistiche e nelle scienze sociali per celebrare l'importanza delle arti intellettuali per l'interesse pubblico. 

## Panoramica
Il premio viene assegnato dal John W. Kluge Center presso la Biblioteca del Congresso, biblioteca nazionale degli Stati Uniti d'America. Il premio viene conferito durante una cerimonia nella Great Hall del Jefferson Building, alla presenza di leader politici statunitensi per sottolineare l'impegno del Paese in questi ambiti di ricerca umana. Il vincitore del premio terrà un discorso, soggiornerà presso la Biblioteca del Congresso per un breve periodo e dovrà avere contatti informali con i membri del Congresso degli Stati Uniti .
I membri del Scholars' Council, come descritto nello Statuto del John W. Kluge Center, e i titolari delle cattedre Kluge saranno tra coloro che forniranno raccomandazioni al Bibliotecario del Congresso in merito ai destinatari del Premio Kluge.
Istituito dal benefattore della Biblioteca John W. Kluge, il Premio Kluge premia i meriti acquisiti nella vita in un'ampia gamma di discipline che non vengono premiate con i Premi Nobel, tra cui  storia, filosofia, politica, antropologia, sociologia, religione, critica nelle arti e nelle discipline umanistiche e linguistica. Il premio è allo stesso livello finanziario dei Premi Nobel.
Il premio è internazionale; il vincitore può essere di qualsiasi nazionalità e scrivere in qualsiasi lingua. Il criterio principale per il conferimento del Premio Kluge è un profondo successo intellettuale nelle scienze umane. Il corpus di opere del vincitore dovrà evidenziare una crescita in termini di maturità e varietà nel corso degli anni. Il vincitore dovrà aver dimostrato una spiccata distinzione all'interno di una determinata area di ricerca e in tutte le discipline delle scienze umane. È importante sottolineare che gli scritti del vincitore dovranno essere, in larga parte, comprensibili e rilevanti per coloro che sono coinvolti negli affari pubblici.

## Vincitori
| Anno | Vincitore                 | Paese    | Ref.  |
| ---- | ------------------------- | -------- | ----- |
| 2003 | Leszek Kołakowski         | Polonia  |       |
| 2004 | Jaroslav Pelikan          | U.S.A.   |       |
| 2004 | Paul Ricoeur              | Francia  |       |
| 2006 | John Hope Franklin        | U.S.A.   |       |
| 2006 | Yu Ying-shih              | U.S.A.   |       |
| 2008 | Romila Thapar             | India    | [ 3 ] |
| 2008 | Pietro Marrone            | Irlanda  | [ 3 ] |
| 2012 | Fernando Henrique Cardoso | Brasile  | [ 4 ] |
| 2015 | Jürgen Habermas           | Germania | [ 5 ] |
| 2015 | Carlo Taylor              | Canada   | [ 5 ] |
| 2018 | Drew Gilpin Faust         | U.S.A.   |       |
| 2020 | Danielle Allen            | U.S.A.   | [ 6 ] |
| 2022 | Giorgio Chauncey          | U.S.A.   |       |
| 2024 | Kwame Anthony Appiah      | U.S.A.   | [ 7 ] |